# Маркявичюс, Видас
Видас Маркявичюс (лит. Vidas Markevičius; 25 августа 1963, Каунас — октябрь 1992, Гарлява, Каунасское районное самоуправление) — советский и литовский боксёр, представитель первой тяжёлой весовой категории. Выступал за национальные сборные СССР и Литвы по боксу в 1987—1992 годах, победитель и призёр многих турниров международного значения, участник летних Олимпийских игр в Барселоне.

## Биография
Видас Маркявичюс родился 25 августа 1963 года в Каунасе, Литовская ССР.
Впервые заявил о себе в боксе на международной арене в сезоне 1987 года, когда вошёл в состав сборной Советского Союза и в зачёте первой тяжёлой весовой категории одержал победу на международном турнире «Золотой зубр» в Белостоке.
В 1989 году с тяжёлом весе был лучшим на Мемориале Феликса Штамма в Варшаве.
В 1990 году в первом тяжёлом весе выиграл балтийское первенство в Тампере.
После распада СССР вошёл в основной состав литовской национальной сборной. Так, в 1992 году в составе сборной Литвы достаточно успешно выступил на европейском квалификационном Кубке химии в Галле и тем самым удостоился права защищать честь страны на летних Олимпийских играх в Барселоне. На Играх уже в стартовом поединке категории до 91 кг со счётом 3:7 потерпел поражение от россиянина Алексея Чудинова и сразу же выбыл из борьбы за медали.
Через некоторое время после барселонской Олимпиады был убит в перестрелке в октябре 1992 года в городе Гарлява.